# Trauco
Trauco és una criatura amb característiques d'íncube present a la mitologia chilota, al sud de Xile i, dins d'aquesta mitologia, un dels seus personatges més coneguts.

## Descripció
Trauco és un ésser amb l'aspecte d'un home de faccions desagradables com un ogre, de baixa estatura, no mesurant més de 80 cm, i les cames només tenen monyons (acaba als turmells), per la qual cosa no té peus. Trauco es passeja pels boscos de Chiloé, portant un bastó recargolat anomenat pahueldún i una petita i màgica destral de pedra, amb la qual es diu que és capaç de tallar qualsevol arbre amb tan sols tres cops. La seva vestimenta és un barret cònic que igual que la resta de la seva roba està fet de quilineja (Luzuriaga radicans), una planta enfiladissa que creix a les selves chilotes.

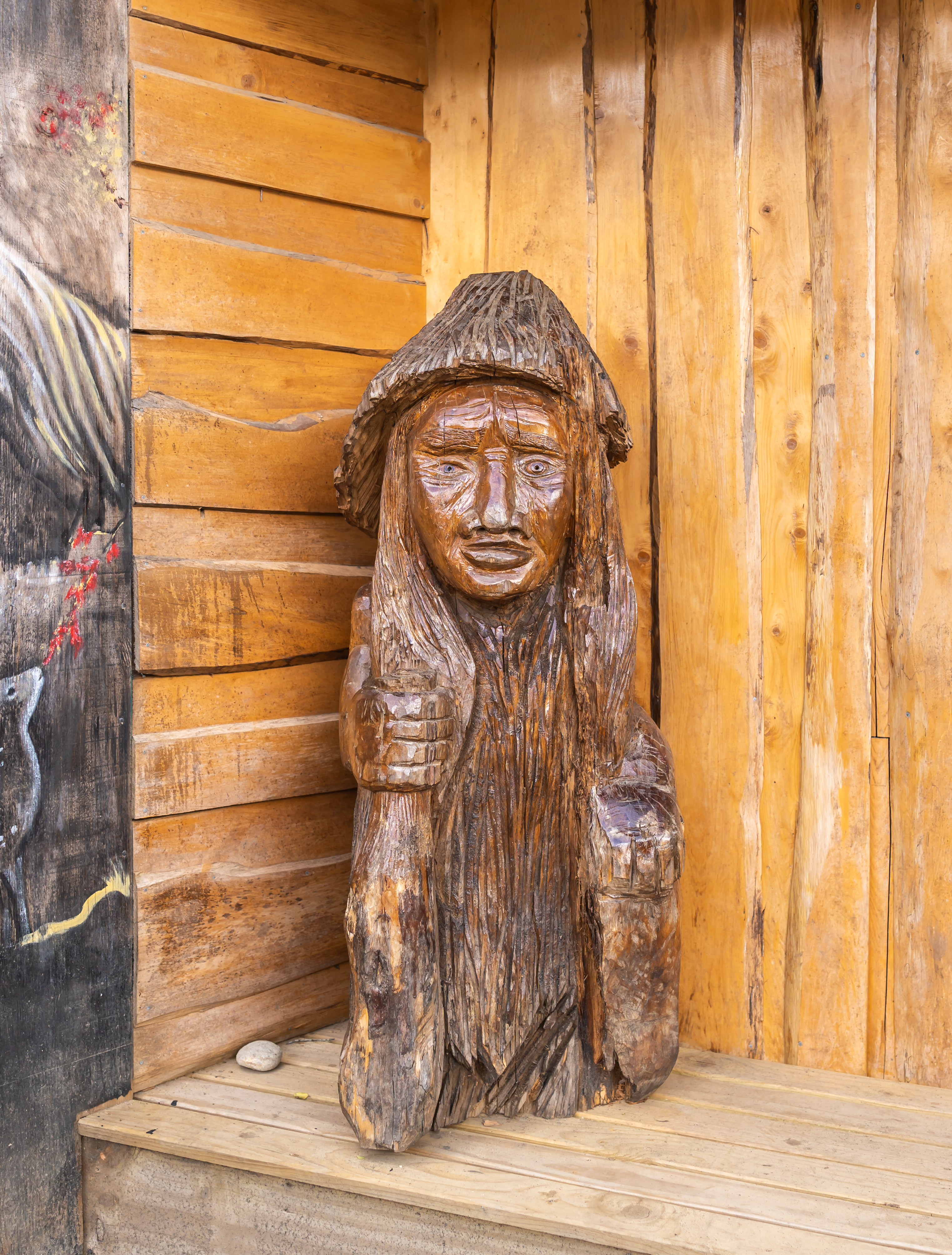
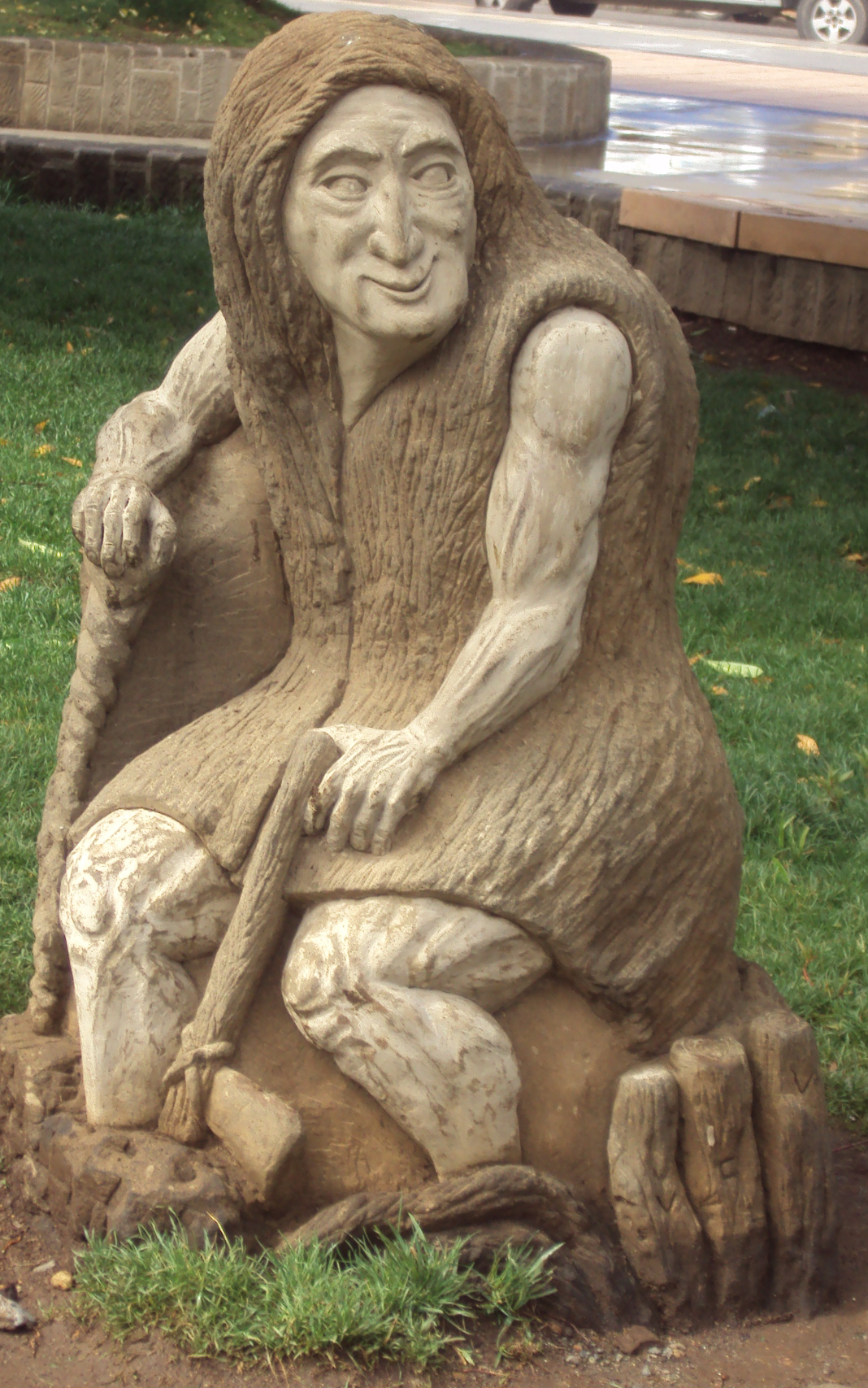

## Mitologia
Els habitants de Xile expliquen a les seves llegendes que aquesta criatura es caracteritza per posseir una força descomunal i de poder fer mal a distància, sent capaç de deformar la cara o trencar els ossos d'un home només mirant-lo. Trauco es coneix per seduir les dones amb la mirada, llançant-los el seu alè, ficant-se en els seus somnis i seduint-les per després deixar-les embarassades.

## Trauco en la societat de Chiloé
Producte de la conducta que Trauco presentaria, a la societat de Chiloé quan una jove quedava embarassada i no se sap qui era el pare de la criatura, es cobria la deshonra de les seves filles atribuint aquest acte a Trauco; en aquest context, s'addueix que la població masculina de Chiloé s'apodera d'aquest mite, utilitzant-lo no només com a explicació a aquells «naixements miraculosos», sinó com a advertiment a les joves que per temor conservessin la seva virginitat, situació no exigida cap als homes. L'embaràs i el naixement del fill, en ser atribuït a Trauco, no seria un fet que afectaria socialment la mare ni el nen; ja que així es faria creure que tots dos estarien relacionats amb la màgia d'un ésser extraterrani, i per això protegits, i al final serien «fills de Trauco».